# 希爾維尤 (伊利諾伊州)
希爾維尤（英語：Hillview）是位於美國伊利諾伊州格林縣的一個村落。

## 地理
希爾維尤的座標為39°26′59″N 90°32′17″W / 39.44972°N 90.53806°W，而該地最高點為海拔高度134米（即440英尺）。

## 人口
根據2010年美國人口普查的數據，希爾維尤的面積為2.11平方千米，當中陸地面積為2.11平方千米，而水域面積為0.00平方千米。當地共有人口193人，而人口密度為每平方千米91人。